# آفتابی
آفتابی (نام علمی: Farsetia heliophila) نام یک گونه از سرده آفتابی است. سردهٔ آفتابی در ایران ۳ گونهٔ علفی یک ساله و چند ساله دارد که هر سه گونه در جنوب شرقی ایران در استان‌های بلوچستان و هرمزگان می‌رویند. آفتابی یکی از ۳ گونهٔ موجود در ایران است.